# Rio Guarrizas
O rio Guarrizas é um curso de água da Espanha que nasce ao sul da província de Ciudad Real, atravessa a Serra Morena e desagua no rio Guadalén. Faz parte da bacia hidrográfica do rio Guadalquivir. Seu principal afluente é o rio Despeñaperros.
Em seu curso se encontra a Barragem da Fernandina, de 244,5 hm3, e os sítios naturais da Cascata de Cimbarra e El Piélago.